# Nikolajewka (Gorodensk)
Nikolajewka (russisch Николаевка) ist ein Dorf (derewnja) in der Oblast Kursk in Russland. Es gehört zum Rajon Lgow und zur Landgemeinde (selskoje posselenije) Gorodenski selsowjet.

## Geographie
Der Ort liegt gut 53 km Luftlinie südwestlich des Oblastverwaltungszentrums Kursk im südwestlichen Teil der Mittelrussischen Platte, 13 km südöstlich des Rajonverwaltungszentrums Lgow, 6,5 km vom Sitz des Dorfsowjet – Gorodensk, 51 km von der Grenze zwischen Russland und der Ukraine, im Becken des Seim.

### Klima
Das Klima im Ort ist wie im Rest des Rajons kalt und gemäßigt. Es gibt während des Jahres eine erhebliche Niederschlagsmenge. Dfb lautet die Klassifikation des Klimas nach Köppen und Geiger.

## Bevölkerungsentwicklung
| Jahr | Einwohner |
| ---- | --------- |
| 2002 | 47        |
| 2010 | 35        |

Anmerkung: Volkszählungsdaten

## Verkehr
Nikolajewka liegt 4 km von der Straße regionaler Bedeutung 38K-017 (Kursk – Lgow – Rylsk – Grenze zur Ukraine) als Teil der Europastraße E38, an der Straße interkommunaler Bedeutung 38N-359 (38K-017 – Malyje Ugony – Pogorelowka) und 4 km von der nächsten Eisenbahnhaltestelle 412 km (Eisenbahnstrecke Lgow-Kijewskij – Kursk) entfernt.
Der Ort liegt 136 km vom internationalen Flughafen von Belgorod entfernt.